# Mako (aktor)
Mako właściwie Makoto Iwamatsu (jap. 岩松信 Iwamatsu Makoto; ur. 10 grudnia 1933 w Kobe, zm. 21 lipca 2006 w Somis) – amerykański aktor filmowy pochodzenia japońskiego. Nominowany do Oscara za drugoplanową rolę w filmie Ziarnka piasku (1966; reż. Robert Wise).
Urodził się w Japonii, jednak już będąc dzieckiem wyemigrował wraz z rodzicami do USA. Na dużym ekranie zadebiutował w 1959 roku epizodyczną rolą w filmie Tak niewielu. Największą popularność przyniosła mu rola czarownika Akiro w filmach o Conanie, gdzie zagrał u boku Arnolda Schwarzeneggera, a w ostatnich latach życia także role w takich kinowych przebojach jak: Siedem lat w Tybecie (1997), Pearl Harbor (2001), Wyznania gejszy (2005). Często występował gościnnie w serialach telewizyjnych. Pojawił się w takich produkcjach jak m.in.: Ulice San Francisco, M*A*S*H, Columbo, Quincy, Magnum, Drużyna A, Legendy Kung Fu, Strażnik Teksasu, Diagnoza morderstwo, Frasier, JAG – Wojskowe Biuro Śledcze, Siódme niebo, Czarodziejki, Prezydencki poker, Detektyw Monk.
Zmarł na raka przełyku.

## Filmografia
- Ziarnka piasku (1966) jako Po-han
- Hawajczycy (1970) jako Mun Ki
- Elita zabójców (1975) jako Yuen Chung
- Wielka rozróba (1980) jako Herbert
- Hotel Tęcza (1981)
- Miecz z kraju Bushido (1981) jako Enjiro
- Oko za oko (1981) jako James Chan
- Conan Barbarzyńca (1982) jako czarownik Akiro
- Conan Niszczyciel (1984) jako czarownik Akiro
- Ucieczka jeńców (1986) jako kpt. Vinh
- Odpowiedź zbrojna (1986) jako Akira Tanaka
- Kumple (1992) jako pan Lee
- RoboCop 3 (1993) jako Kanemitsu
- Wschodzące słońce (1993) jako pan Yoshida
- Nieśmiertelny III: Czarnoksiężnik (1994) jako Nakano
- Siedem lat w Tybecie (1997) jako Kungo Tsarong
- Pearl Harbor (2001) jako admirał Isoroku Yamamoto
- Kuloodporny (2003) jako pan Kojima
- Awatar: Legenda Aanga (2005) jako Iroh
- Wyznania gejszy (2005) jako Sakamoto
- Zemsta po śmierci (2007) jako Poe
- Wojownicze Żółwie Ninja (2007) jako Mistrz Splinter (głos)